# Dictyacium firmum
Dictyacium firmum är en tvåvingeart som beskrevs av Steyskal 1956. Dictyacium firmum ingår i släktet Dictyacium och familjen kärrflugor. Inga underarter finns listade i Catalogue of Life.